# Halowe Mistrzostwa Europy w Lekkoatletyce 1972 – trójskok mężczyzn
Trójskok mężczyzn – jedna z konkurencji technicznych rozgrywanych podczas halowych lekkoatletycznych mistrzostw Europy w hali Palais des Sports w Grenoble. Rozegrano od razu finał 11 marca 1972. Zwyciężył reprezentant Związku Radzieckiego Wiktor Saniejew, który tym samym obronił tytuł zdobyty na poprzednich mistrzostwach. Skokiem na odległość 16,97 m ustanowił nieoficjalny halowy rekord świata.

## Rezultaty
Rozegrano od razu finał, w którym wzięło udział 11 skoczków.

Opracowano na podstawie materiału źródłowego.
| Poz. | Zawodnik            | Reprezentacja  | Próby | Próby | Próby | Próby | Próby | Próby | Wynik | Uwagi |
| Poz. | Zawodnik            | Reprezentacja  | 1     | 2     | 3     | 4     | 5     | 6     | Wynik | Uwagi |
| ---- | ------------------- | -------------- | ----- | ----- | ----- | ----- | ----- | ----- | ----- | ----- |
| 01 ! | Wiktor Saniejew     | ZSRR           | 16,80 | 16,87 | x     | 16,47 | 16,97 | 16,96 | 16,97 | WR    |
| 02 ! | Carol Corbu         | Rumunia        | 16,40 | 16,72 | 16,73 | 16,25 | 16,89 | 16,76 | 16,89 |       |
| 03 ! | Wałentyn Szewczenko | ZSRR           | 15,83 | 16,31 | 15,78 | 16,34 | 16,73 | x     | 16,73 |       |
| 4.   | Giennadij Biessonow | ZSRR           | 16,34 | 15,73 | 16,55 | 16,30 | 16,56 | 16,58 | 16,58 |       |
| 5.   | Milan Spasojević    | Jugosławia     | x     | 16,22 | 16,29 | 15,87 | x     | x     | 16,29 |       |
| 6.   | Michael Sauer       | RFN            | 16,15 | 16,27 | 15,92 | 15,81 | 15,96 | 15,82 | 16,27 |       |
| 7.   | Bernard Lamitié     | Francja        | 16,03 | 15,68 | 16,26 | x     | x     | x     | 16,26 |       |
| 8.   | Michał Joachimowski | Polska         | x     | x     | 16,21 | x     | 16,11 | x     | 16,21 |       |
| 9.   | Andrzej Lasocki     | Polska         | 15,57 | 15,86 | x     |       |       |       | 15,86 |       |
| 10.  | Václav Fišer        | Czechosłowacja | 15,40 | x     | 15,64 |       |       |       | 15,64 |       |
| 11.  | Eugeniusz Biskupski | Polska         | x     | x     | 15,38 |       |       |       | 15,38 |       |